# Tag des Sieges (Aserbaidschan)

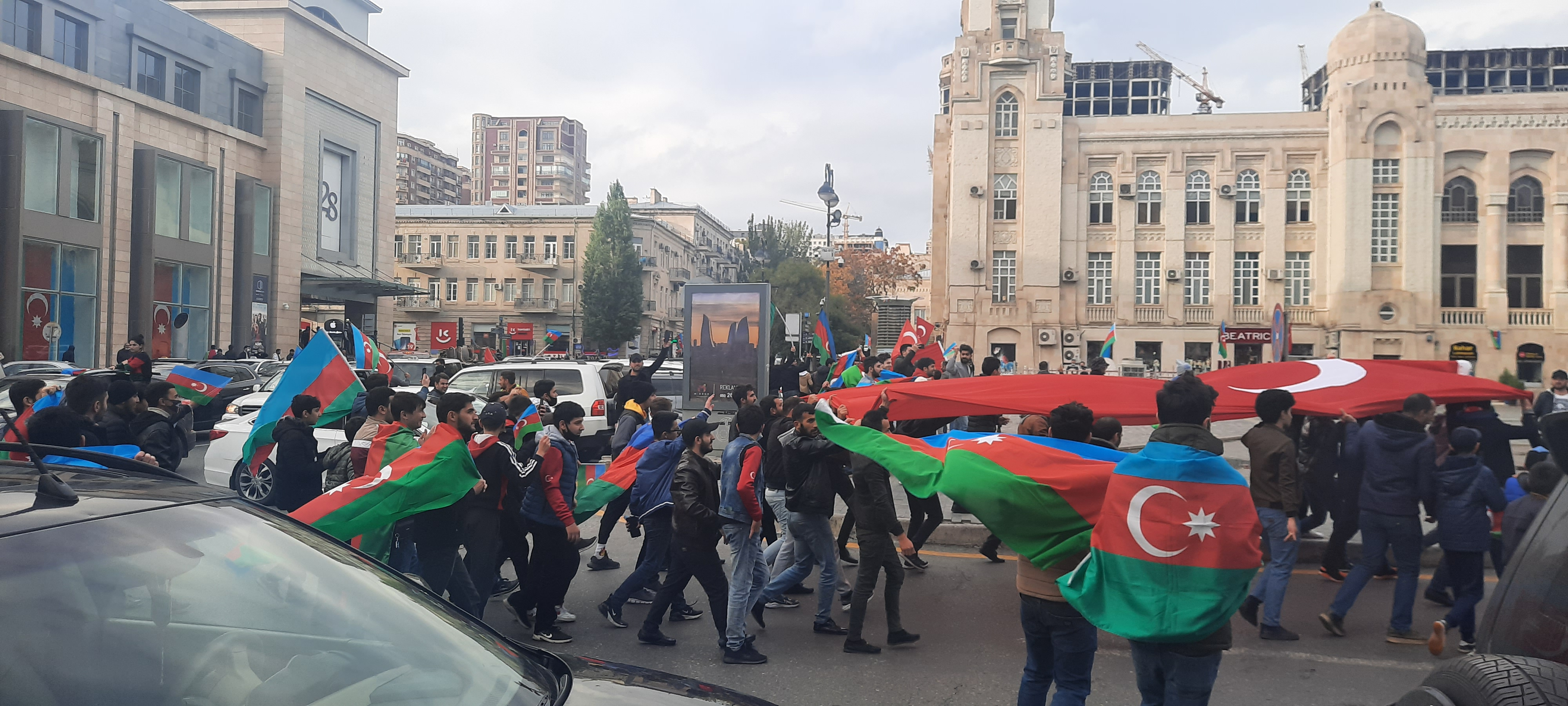
Menschen in Baku feiern den Sieg über Armenien im zweiten Bergkarabachkrieg

Der Tag des Sieges (aserbaidschanisch: Zəfər Günü) ist ein nationalistisch geprägter Feiertag in Aserbaidschan anlässlich des Sieges im zweiten Bergkarabachkrieg. Der Feiertag wird am 8. November, am Tag der sogenannten Befreiung Şuşas, gefeiert und wurde vom aserbaidschanischen Präsidenten İlham Əliyev eingeführt.

## Hintergrund
Am 27. September 2020 begann der zweite Krieg um Bergkarabach, welches zu der Zeit weitgehend von der de facto unabhängigen Republik Arzach kontrolliert wurde, international aber als Territorium Aserbaidschans anerkannt wurde. Aserbaidschanische Streitkräfte eroberten zuerst die Gebiete von Füzuli und Cəbrayıl und rückten dann nach Hadrut vor, welches sie am 15. Oktober eroberten. Danach wurden Zəngilan und Qubadlı erobert, bis es zur Eroberung von Şuşa kam. 
Als Folge wurde am 10. November, mit Hilfe Russlands, zwischen Aserbaidschan und Armenien ein Waffenstillstand geschlossen. Danach verfügte Aserbaidschan über alle eroberten Territorien und Armenien musste alle bis 1994 eroberten Gebiete außerhalb des alten autonomen Bergkarabach abgeben.

## Einführung des Feiertages
Am 2. Dezember 2020 unterzeichnete İlham Əliyev einen Beschluss zur Einführung des Tages des Sieges als gesetzlicher Feiertag in ganz Aserbaidschan. Zuerst war der 10. November als Feiertag geplant, jedoch wurde der Feiertag danach auf den 8. November verlegt, den Tag, an dem Şuşa befreit wurde, da am 10. November schon der Gedenktag Mustafa Kemal Atatürks in der Türkei liegt. Ebenso wurde die lila Linie (B3) der Metro Baku in „8. November“ umbenannt.